# Tamarix senegalensis
La tamerice senegalese (Tamarix senegalensis DC., 1828) è un arbusto della famiglia Tamaricaceae diffuso in Africa, nella penisola arabica e in Asia occidentale.

## Descrizione

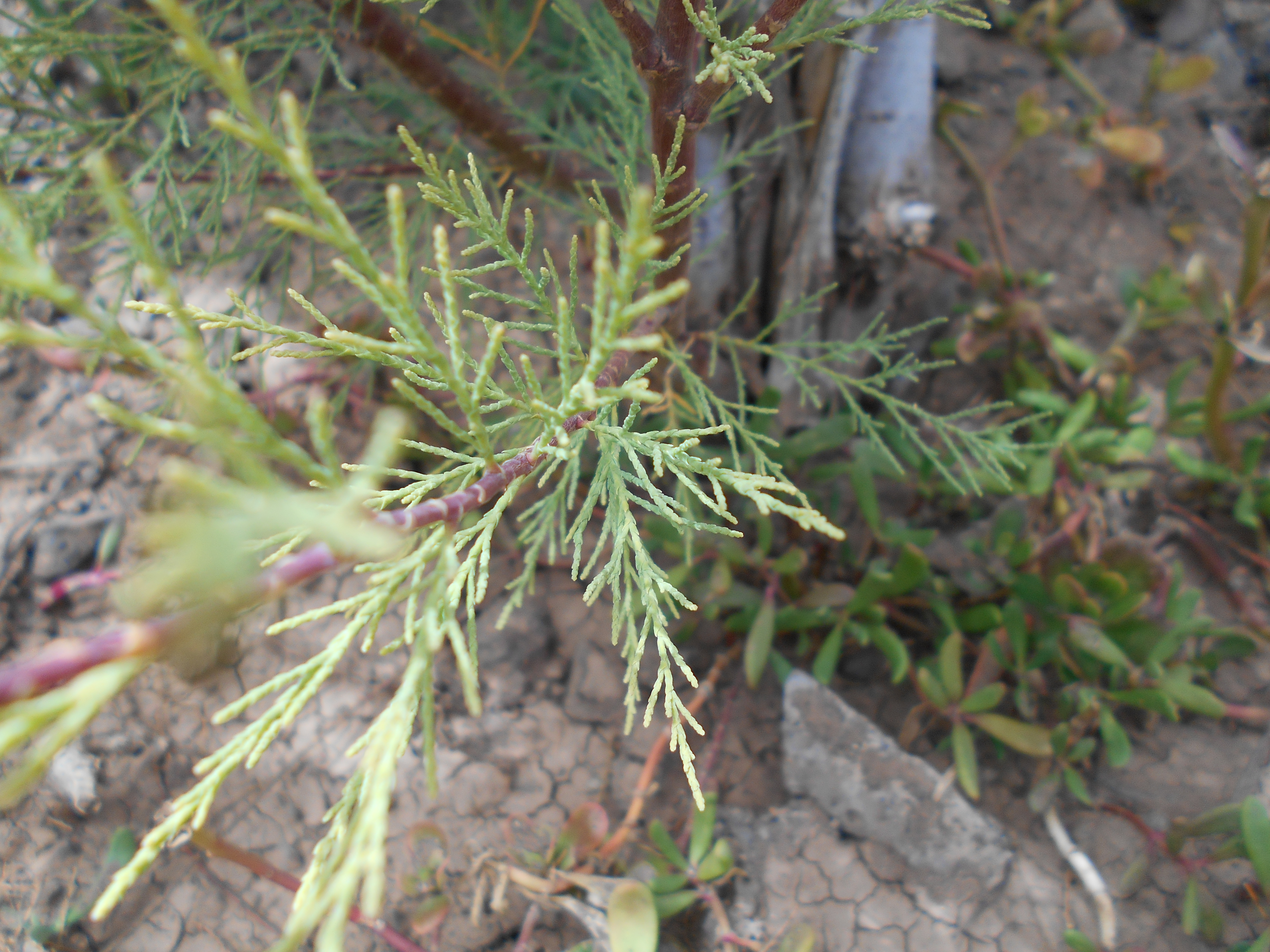
Foglie

Arbusto alto sino a 2 metri, con fiori di colore rosa pallido di circa 1 mm, raggruppati in gruppi di 20 fiori, foglie di colore verde smeraldo, piccolissime anche esse, che ricordano quelle delle conifere e radici fascicolate.

## Distribuzione e habitat
Il suo habitat naturale si estende da Capo Verde e dalla Mauritania, attraverso Ciad, Senegal, Gambia, Niger, Nigeria e Sudan, sino alla penisola arabica e all'Asia occidentale (Iran, Afghanistan, Pakistan).

## Usi
- Come pianta ornamentale;
- Il legno è utilizzato in Senegal per fare le case tradizionali;
- Il legno è utilizzato come combustibile;
- Il frutto macinato è utilizzato per curare raffreddori;
- Le giovani piantine sono usate come rimedio alle congiuntiviti.

## Coltivazione
Tamarix senegalensis necessita di un terreno semi-arido o arido sabbioso; ciò fa sì che le radici si sviluppino in lunghezza finché non trovano una fonte sicura di acqua.
Essa necessita di una posizione in cui si trovi esposta alla luce diretta del sole e alla brezza del mare.
Si propaga per seme o per talea nei mesi di luglio-agosto.